# Phosphoribosylglycinamide formyltransferase
Phosphoribosylglycinamide formyltransferase (mã số EC 2.1.2.2, 2-amino-N-ribosylacetamide 5'-phosphate transformylase, GAR formyltransferase, GAR transformylase, glycinamide ribonucleotide transformylase, GAR TFase, 5,10-methenyltetrahydrofolate:2-amino-N-ribosylacetamide ribonucleotide transformylase) là một enzyme có tên hệ thống là 10-formyltetrahydrofolate:5'-phosphoribosylglycinamide N-formyltransferase. Enzym này xúc tác cho phản ứng hóa học sau:
10-formyltetrahydrofolate + N1-(5-phospho-D-ribosyl)glycinamide {\displaystyle \leftrightarrows }tetrahydrofolate  + N2-formyl-N1-(5-phospho-D-ribosyl)glycinamide

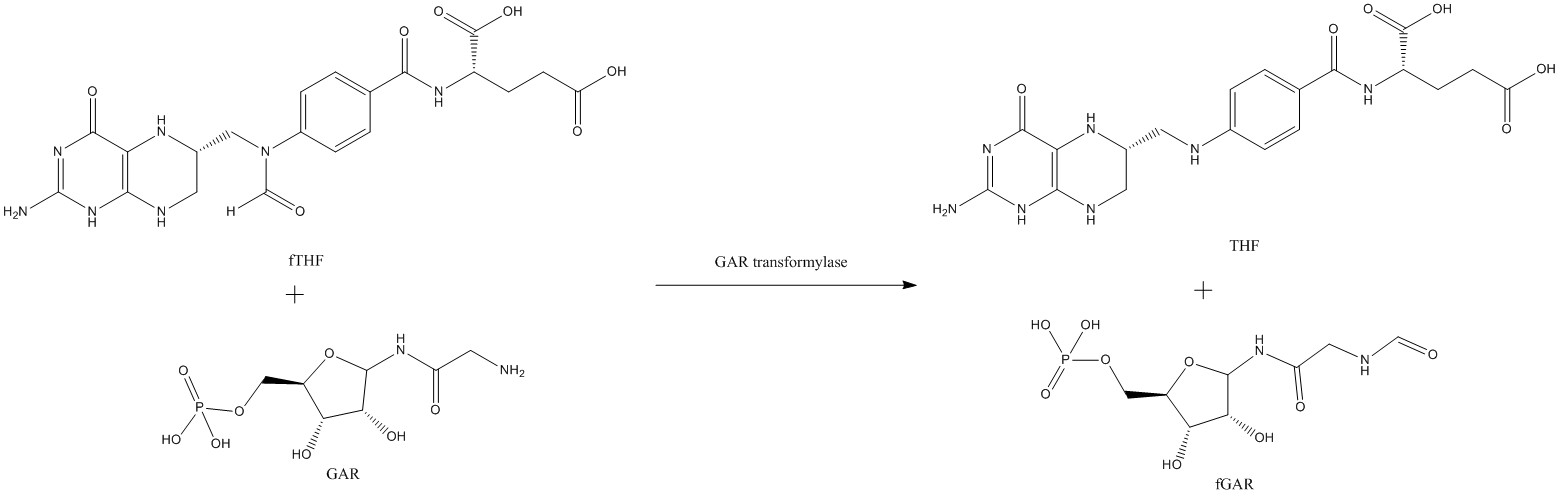
Phản ứng của GAR Transformylase

Enzyme phụ thuộc THF này xúc tác thay thế acyl nucleophilic của nhóm formyl từ 10-formyltetrahydrofolate (fTHF) thành N1-(5-phospho-D-ribosyl)glycinamide (GAR), tạo thành N2-formyl-N1phospho-D-ribosyl) glycinamide (fGAR) (hình bên). Phản ứng này đóng vai trò quan trọng trong việc hình thành purine thông qua con đường tham gia sinh tổng hợp de novo purine. Con đường này tạo ra inosine monophosphate (IMP), tiền thân của adenosine monophosphate (AMP) và guanosine monophosphate (GMP). AMP là tiền thân  của các hợp chất cao năng như ATP, NAD+ và FAD và các phân tử tín hiệu như cAMP. Vai trò của GARTfase trong con đường sinh tổng hợp de novo purine khiến nó trở thành đối tượng nghiên cứu cho các loại thuốc chống ung thư. Sự biểu hiện quá mức của enzyme trong quá trình phát triển sau sinh có mối quan hệ mật thiết với hội chứng Down. Có hai loại gen mã hóa GAR Transformylase được biết đến trong E.coli: purN và purT, trong khi chỉ có purN được tìm thấy ở người.

## Cấu trúc enzyme

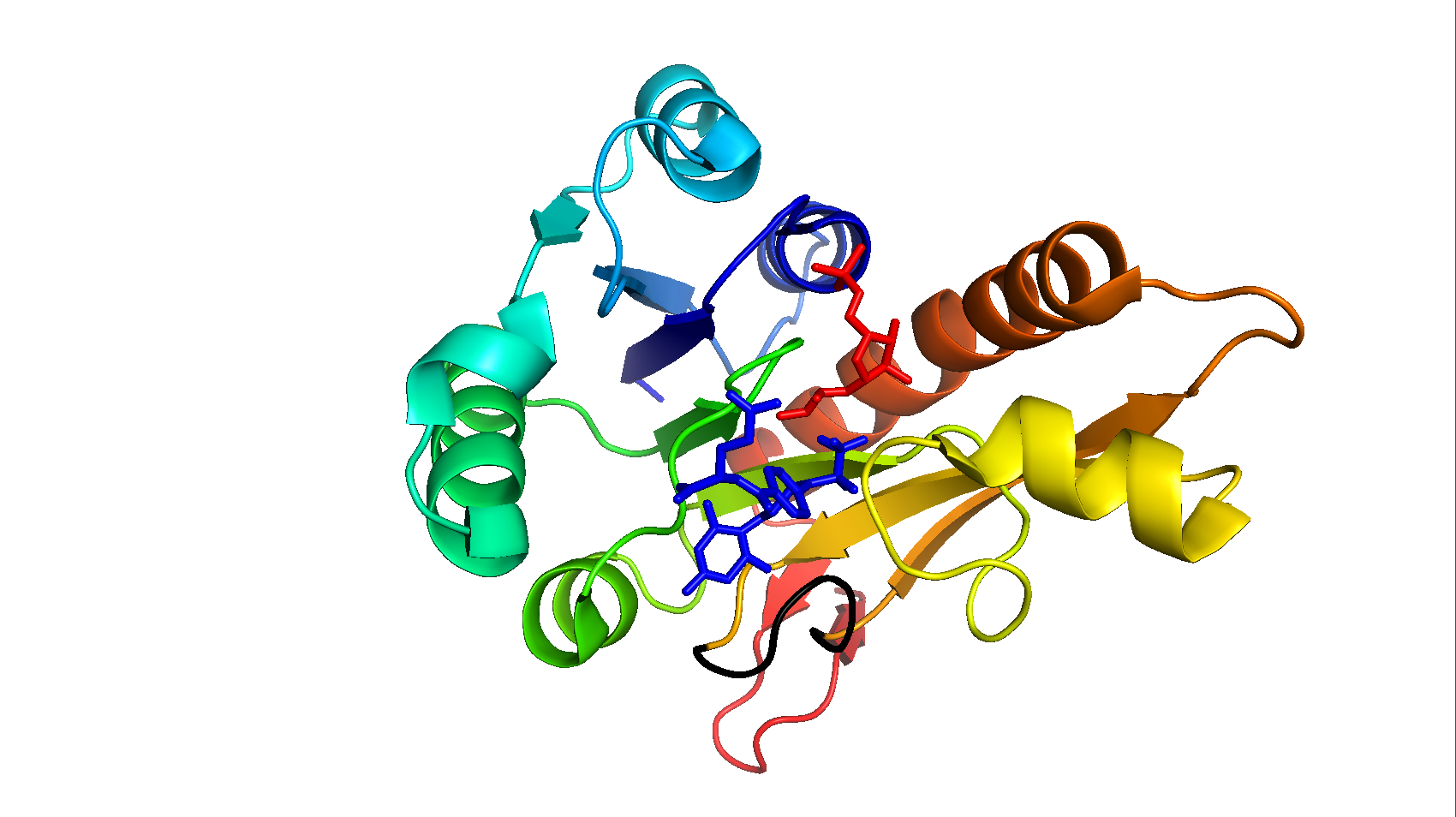
Cấu trúc của GAR transformylase từ đầu N (màu xanh) đến đầu C (màu đỏ). Vòng liên kết folate có màu đen. GAR (màu đỏ) và THF (màu xanh).

Ở người, GARTfase là một phần của protein purine sinh tổng hợp adenosine-3, bao gồm glycinamide ribnucleotide synthase (GARS) và aminoimidazole ribonucleotide synthetase (AIRS). Protein này (110kDa) xúc tác các bước 2, 3 và 5 của quá trình sinh tổng hợp de novo purine. GARTfase nằm ở đầu C của protein.
GARTfase ở người đã được kết tinh bằng phương pháp khuếch tán hơi và được chụp tại Phòng thí nghiệm bức xạ Synchrotron Stanford (SSRL).

## Tham gia sinh tổng hợpde novopurine
GART xúc tác bước thứ ba trong quá trình sinh tổng hợp purin de novo, hình thành N2-formyl-N1-(5-phospho-D-ribosyl)glycinamide (fGAR) bằng cách cộng nhóm formyl vào N1-(5-phospho-D-ribosyl)glycinamide (GAR). Ở E.coli, enzyme purN là protein 23 kDa  nhưng ở người, enzyme là một phần của protein 110 kDa,  có chức năng AIRS và GARS. Protein này xúc tác ba bước khác nhau của con đường sinh tổng hợp de novo purine.

## Bệnh liên quan

### Ung thư
Do tốc độ tăng trưởng và yêu cầu trao đổi chất tăng lên, các tế bào ung thư dựa vào quá trình sinh tổng hợp nucleotide de novo để tổng hợp AMP và GMP cần thiết. Có thể chặn một bước nào đó bất kỳ của sinh tổng hợp de novo purine sẽ giúp giảm đáng kể sự phát triển của khối u. Các nghiên cứu đã được thực hiện trên chất gắn kết cơ chất  và vị trí gắn kết folate  để tìm chất ức chế.

### Hội chứng Down
GARTfase bị nghi ngờ có liên quan đến hội chứng Down. Gen mã hóa protein GARS-AIRS-GART của con người nằm trên nhiễm sắc thể 21q22.1, trong khu vực quan trọng quyết định hội chứng Down. Protein được biểu hiện quá mức ở tiểu não trong quá trình phát triển sau sinh của những người mắc hội chứng Down. Thông thường, protein này không thể phát hiện trong tiểu não tại thời điểm ngay sau khi sinh mà chỉ tìm thấy ở mức độ cao trong sự phát triển trước sinh.